# Hush (canción de Billy Joe Royal)
«Hush» es una canción escrita por el músico y compositor estadounidense Joe South, cuya primera grabación fue publicada en 1967 por Billy Joe Royal. El tema alcanzó el éxito internacional con la versión que en 1968 publicó la banda británica de rock Deep Purple. En 1996 volvió a posicionarse en los primeros puestos de las listas de éxitos con la versión de la banda británica Kula Shaker.

## Versión original
La versión grabada por el cantante Billy Joe Royal, que en 1965 había alcanzado su mayor éxito con el tema "Down in the Boondocks", también escrito por Joe South, alcanzó el puesto 52 de la lista Billboard Hot 100 entre octubre y noviembre de 1967. El guitarrista Barry Bailey, que posteriormente formaría parte de la banda Atlanta Rhythm Section, participó en la grabación como músico de sesión. El autor del tema, Joe South, también grabó su propia versión en 1968, que incluyó en su álbum, Games People Play.

## Versión de Deep Purple
La canción fue grabada en 1968 por la banda británica de hard rock Deep Purple para su álbum debut, Shades of Deep Purple. En octubre de ese mismo año, la banda inició una gira por Norteamérica, actuando como teloneros de Cream. Durante su estancia en Los Ángeles, fueron invitados por Hugh Hefner a participar en su programa de televisión Playboy After Dark, donde interpretaron "And The Address" y "Hush". La canción se convirtió en el primer éxito del grupo en Estados Unidos, al alcanzar el número 4 de la lista Billboard Hot 100 en septiembre de 1968, aunque pasó desapercibida en el Reino Unido. 
Deep Purple volvió a grabar la canción en 1988 para su álbum en vivo, Nobody's Perfect, con Ian Gillan como vocalista. El tema fue lanzado como un sencillo, para conmemorar el vigésimo aniversario de su lanzamiento original y alcanzó el número 62 en la lista UK Singles Chart del Reino Unido y el número 44 en la lista de Hot Mainstream Rock de Estados Unidos.
La versión de Deep Purple aparece en las películas: Once Upon a Time in Hollywood y en Cruella.

## Otras versiones
«Hush» también fue interpretada por nombres como Johnny Hallyday (en francés), Kula Shaker, Funk Machine, o la banda tributo a Deep Purple Funky Junction, con Phil Lynott, miembros de Thin Lizzy y Marco T músico colombiano (en español).